# Steinreihe am Cut Hill

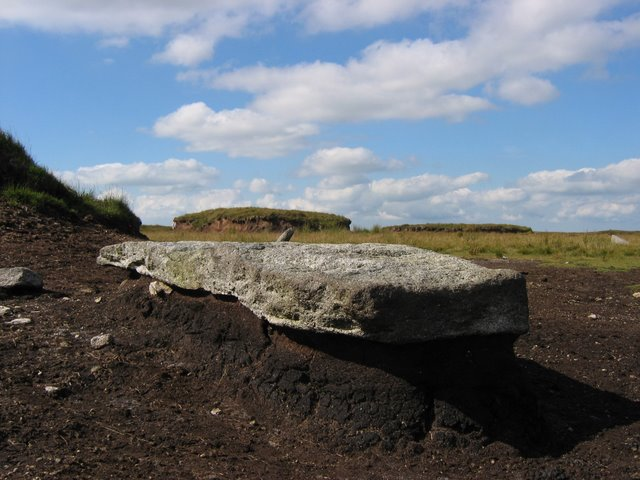
Einer der Steine

Die prähistorische Steinreihe am Cut Hill, die im Jahr 2004 im nördlichen Dartmoor in Devon in England wurde, ist die erste Steinreihe, die datiert werden konnte.
Die neun umgestürzten Granitsteine der 215 m langen Reihe wurden vor 3500 v. Chr. aufgerichtet. Zunächst wurden fünf, dann neun Steine entdeckt und freigelegt. Alle sind über 1,8 m lang, 0,6 m breit und 20 cm dick. Sie liegen im Abstand von 25,0 bis 30,0 Metern. 
Es scheint, dass die ursprünglich aufgerichteten Steine bewusst flach auf den Torf gelegt wurden. Dieser „Sturz der Megalithen“, der Parallelen in der Bretagne hat, erfolgte um 3500 v. Chr. Die Forscher haben festgestellt, dass die Steine etwa 1000 Jahre später komplett von Torf bedeckt waren, bevor sie von den jüngsten Erosionen wieder freigelegt wurden. Dass man in der Lage war, genau zu datieren, liegt daran, dass es Torf unter und über den Steinen gab. 
Die Entdeckung ist von internationaler Bedeutung. Es gibt Hunderte von Steinreihen und Tausende von Menhiren, insbesondere auf den Britischen Inseln und in Nordfrankreich, und keine konnte zuvor datiert werden. Man war davon ausgegangen, dass sie aus der Bronzezeit stammen (etwa 2000 v. Chr.), aber sie stammen aus der mittleren Jungsteinzeit.